# Мурузи

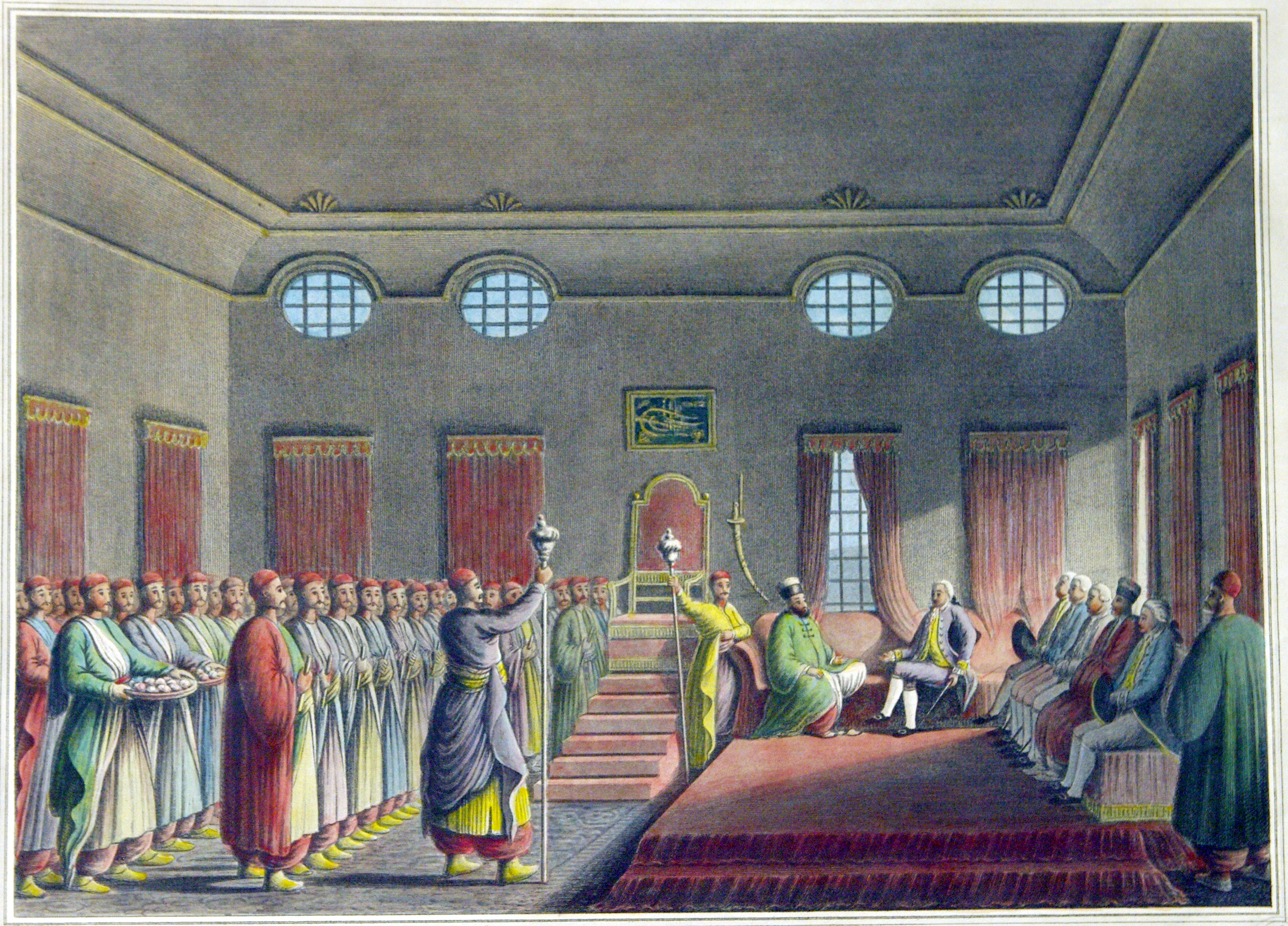
Беседа господаря Александра Мурузи с британским послом

Муру́зи (греч. Μουρούζης; мн. число: греч. Μουρούζηδες) — знатный фанариотский род, которому было дозволено в Российской империи использовать княжеский титул.

## Происхождение и история рода
Происхождение Мурузи тёмное. Как и другие фанариотские роды, они настаивали на происхождении от византийских аристократов. Утверждаемо, что фамилия упоминалась в Трапезундской империи, куда, согласно семейной легенде, их предки прибыли с императором Алексеем Комнином. По семейному преданию, не подтверждённому документами, родоначальник Мурузи происходил от венецианцев, прибывших в Византию с 4-м крестовым походом. Однако в современных публикациях доказывается, что Мурузи происходят из одноимённого румынского села и никакого отношения к Византии не имеют.
Семейство Мурузи было одним из ведущих в Фанаре XVII века. Антиох Мурузи поселился в Константинополе в 1665 году. Его правнук Константин Мурузи был господарем Молдавии и Валахии с 1777 по 1782 год. Александр Мурузи властвовал в начале XIX века. Правнук Константина — Дмитрий Константинович — после восстания греков весной 1821 года, эмигрировал в Россию, спасаясь от массовых казней фанариотов.
Потомкам Дмитрия Константиновича — Александру Мурузи (1893), и статскому советнику, состоящий в Российской миссии в Мюнхене Константину Мурузи (10 августа 1905) предоставлено, потомственно, право пользоваться в России княжеским титулом. Князь Александр Дмитриевич Мурузи (1807—1880) выстроил на Литейном проспекте доходный дом Мурузи. После Октябрьской революции выехали из России во Францию. Из французских Мурузи наиболее известны Поль Мурузи (фр. Paul Mourousy‎; 1915—2002), автор книг на исторические сюжеты, и тележурналист Ив Мурузи (фр. Yves Mourousi‎; 1942—1998).